# 浸出水処理施設
浸出水処理施設（しんしゅつすいしょりしせつ）とは、廃棄物の最終処分場から発生する浸出水を処理し、公共用水域へ放流するための施設のことで、廃棄物処理法に定める管理型最終処分場に、市町村や組合などが設置、管理する。
日本では廃棄物の処理及び清掃に関する法律（廃棄物処理法、廃掃法と略される）に定められた構造基準と維持管理基準に基づいて設置・運営され、処分場が満杯になって埋立が終了した後も、浸出水が水質汚濁の原因とならなくなるまで運転を続ける。
水質汚濁防止法の特定施設ではないが、一律排出基準のほか協定や条例による排水基準が定められているのが普通である。

## 概要
最終処分場に降った雨などの降水は、安定化を待つ埋立廃棄物の中にしみ込み、何らかの物質を溶かし出す。これを保有水と呼ぶが、これはほとんどの場合、外部環境にしみ出せば水質汚濁の原因となる。浸出水処理施設は、それを防ぐことを目的に設置される。

## 歴史
浸出水の処理が行われたのは、改良型衛生埋立地以降である。

## 構造
施設の構造は、保有水を地下へ浸透させないための遮水工と、過剰な保有水を水抜きし、空気の通り道を兼ねる集排水管をはじめとする管渠、および水処理施設から成る。

## 遮水と集排水
- 遮水工
- 集排水管
- 散気管

## 水処理
主要な処理は物理化学処理だが、埋め立てられたものに有機性廃棄物が多いと浸出水も有機性の汚濁が強くなるため、生物処理が重要になってくる。
降水により、処理対象となる浸出水は濃度と量が大幅に変動するため、水量負荷に強い固定生物法（生物膜法）が主に適用される。

### 貯留・調整・前処理
- 調整池、貯留池
- 前処理
  - カルシウム除去
  - 沈砂
  - 除塵

### 生物処理
- 接触曝気法
- 回転円板法
- 活性汚泥法
- 生物的脱窒素

### 物理化学処理
- 凝集沈殿処理
- 砂ろ過処理
- 活性炭吸着処理
- キレート吸着処理
- オゾン酸化法
- 化学的酸化法

### その他の処理
- 汚泥処理
- 消毒
- 高度処理
  - 脱塩、塩化物イオン除去
  - ダイオキシン処理

## 安定化
浸出水や浸透水に含まれる物質の濃度が、環境基準を下回る状態で安定したら、その処分場は安定化が終了したとして廃止が許される。浸出水処理施設は、それまで水処理を続ける。